# Bolsa de Valores de Moçambique
A Bolsa de Valores de Moçambique (BVM) é uma instituição moçambicana cujo objectivo é organizar, gerir e manter um mercado central de valores mobiliários no país. Foi criada em 1998, mas apenas entrou em actividade em Maio de 1999.
No início de 2023, a BVM tinha 12 empresas cotadas.
Em 25 de Abril de 2023, o governo aprovou a transformação da BVM de instituição pública em sociedade anónima, de início detida inteiramente pelo Estado, mas aberta a accionistas privados no futuro.